# بوني روتن
بوني روتن هي ممثلة إباحية، عارضة فتيشي، مخرجة ومنتجة أمريكية، ولدت في 9 مايو 1993.